# Cabeza verde de Boston

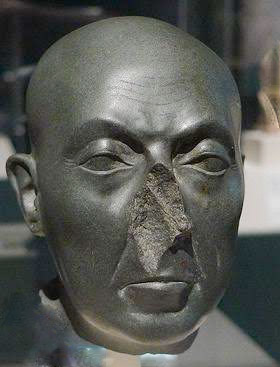
Cabeza verde de Boston

La Cabeza verde de Boston, también conocida como Cabeza de un sacerdote, es una escultura hecha de pizarra, se ha datado en el año 380 - 332 a. C., en época del Periodo tardío de Egipto, concretamente durante la Dinastía XXX de Egipto que transcurrió de 378 a 341 a. C., dinastía originaria de Sebennitos, que comenzó expulsando a los persas de Egipto y conquistando Judea, aprovechando la decadencia del Imperio persa.

## Hallazgo
Se cree que la cabeza fue encontrada en 1858 en el Serapeum de Saqqara, necrópolis subterránea situada al norte de Saqqara, cerca de Menfis. Más tarde, Muhammed Said Pasha, un valí de Egipto y Sudán (1854-1863) profrancés, se la cedió al príncipe Napoleon Joseph Charles Paul Bonaparte.
En 1904, la cabeza fue comprada por el Museo de Bellas Artes de Boston a  Edward Perry Warren.

## Simbología

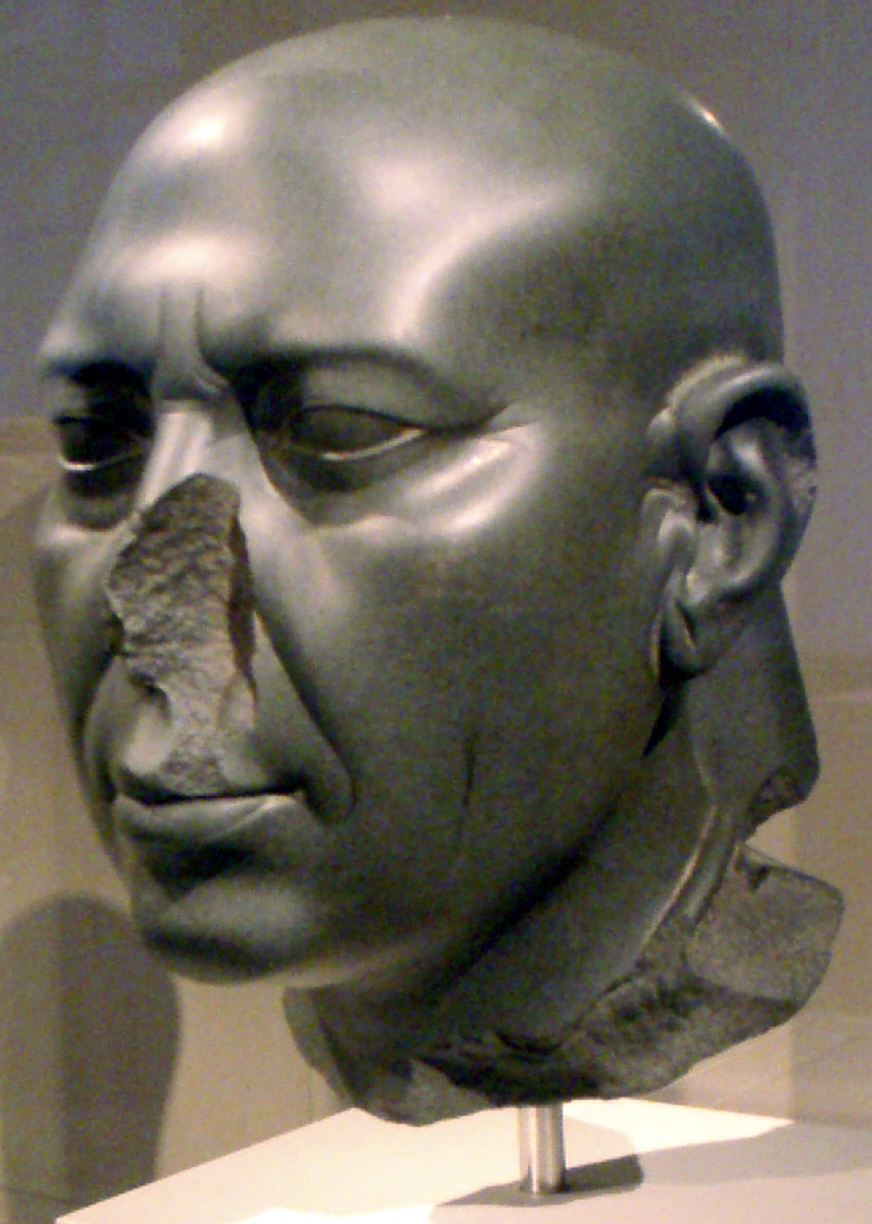
Cabeza verde de Berlín muy similar y de la misma época que la Cabeza de Boston.

La cabeza representa a un hombre de mediana edad y que según algunos expertos podría corresponder a un sacerdote. Por su gran parecido a la Cabeza verde de Berlín, se cree que podría representar al mismo personaje.

## Características
- Autor: Anónimo
- Técnica: Pulido.
- Material: Pizarra
- Altura: 10,5 centímetros.
- Anchura: 8,5 centímetros.
- Profundidad: 11,3 centímetros.

## Conservación

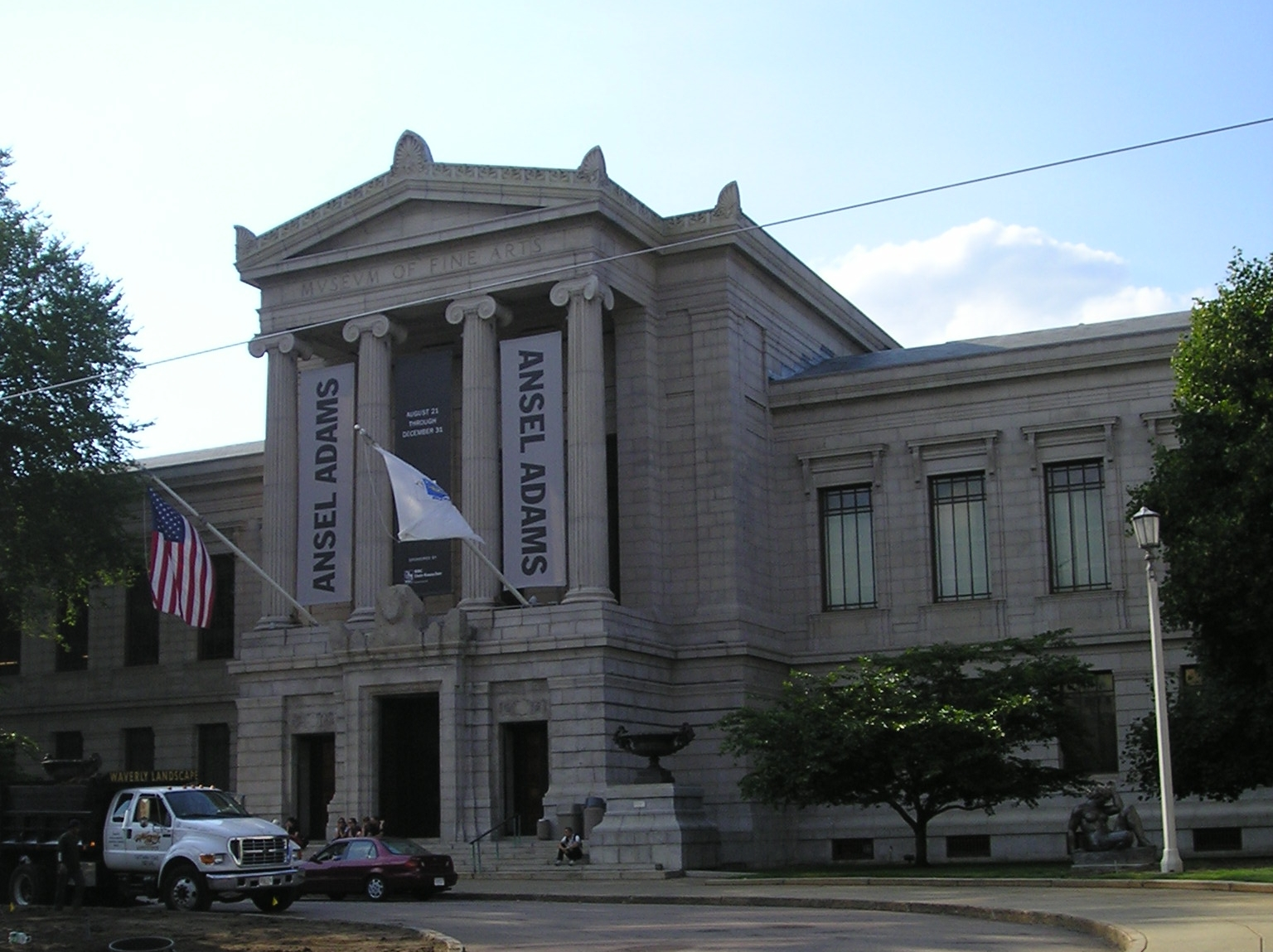
Museo de Bellas Artes de Boston.

Fue regalada por Mehmet Said, wali de Egipto y Sudán a Napoléon Joseph Charles Paul Bonaparte, "Príncipe Napoleón", primo de Napoleón III en el 1858, para en 1904 ser comprado por Edward Perry Warren para ingresar en la colección del Museo de Bellas Artes de Boston, (Estados Unidos) el 19 de enero del mismo año con el número de inventario 04.1749.